# Psychomantis
Psychomantis es un género de mantis de la subfamilia Acromantinae, familia Hymenopodidae. Tiene dos especies:
- Psychomantis borneensis
- Psychomantis malayensis